# Péter Veres
Péter Veres (Budapest, 22 febbraio 1979) è un ex pallavolista ungherese.
Giocava nel ruolo di schiacciatore.

## Carriera

### Club
La carriera di Péter Veres inizia nella stagione 2007-08 nel Nyíregyházi, club militante nella Nemzeti Bajnokság I, dove resta per tre annate, aggiudicandosi il campionato 2007-08.
Nella stagione 2000-01 si trasferisce in Italia, giocando nel 4 Torri Ferrara, in Serie A1: resta nello stesso Paese anche nell'annata seguente accasandosi però all'Adriavolley di Trieste, in Serie A2, per poi far ritorno al club di Ferrara, in massima serie, per il campionato 2002-03.
Nella stagione 2003-04 è alla società spagnola dell'Almería, dove resta per due annate, conquistando la Supercoppa spagnola 2003 e due scudetti. Ritorna in Italia nell'annata 2005-06 al Sempre Padova, in Serie A1: conclude poi la stagione militando nel Qatar SC.
Nella stagione 2006-07 viene ingaggiato dalla Gabeca, ma a campionato in corso viene ceduto al BluVolley Verona: ritorna al club di Montichiari per la stagione 2007-08, sempre in Serie A1. Nell'annata 2008-09 veste la maglia dell'Ural, nella Superliga russa, per poi trasferirsi alla Dinamo Mosca, militante nella stessa divisione, nella stagione 2010-11, con cui conquista la Coppa CEV 2011-12.
Per il campionato 2013-14 difende i colori della squadra polacca dell'Asseco Resovia, nella Polska Liga Siatkówki, vincendo la Supercoppa polacca: conclude l'annata all'Al-Rayyan.
Nella stagione 2014-15, a campionato già iniziato, viene acquistato dalla Powervolley Milano, in Superlega: al termine dell'annata annuncia il suo ritiro dall'attività agonistica.

### Nazionale
Ottiene le prime convocazioni nella nazionale ungherese nel 2001. Le ultime convocazioni risalgono invece alle qualificazioni per il campionato europeo 2015.

## Palmarès

### Club
- Campionato ungherese: 1

1997-98
- Campionato spagnolo: 2

2003-04, 2004-05
- Supercoppa spagnola: 1

2003
- Supercoppa polacca: 1

2013
- Coppa CEV: 1

2011-12

### Premi individuali
- 2011 - Champions League: Miglior ricevitore